# Enrique Priego Oropeza
Enrique Priego Oropeza (Jalapa, Tabasco; 13 de marzo de 1947) es un político mexicano del Partido Revolucionario Institucional y exgobernador Interino de Tabasco. Actualmente es magistrado del Tribunal Superior de Justicia, el cual además preside.
Su llegada al Gobierno de Tabasco se da luego de que el Tribunal Electoral del Poder Judicial de la Federación anulara, el 29 de diciembre de 2000, la elección para Gobernador y revocara la constancia de mayoría al priista Manuel Andrade Díaz, quien había sido declarado ganador luego de las elecciones del 15 de octubre de 2000.
También ha sido Secretario de Gobierno del Estado y Diputado Federal por el Distrito 2 de Tabasco

## Conflicto Priego - López
La intempestiva anulación de las elecciones de Gobernador tomó por sorpresa al Gobierno en funciones, lo que obligó al congreso a sesionar de manera extraordinaria para nombrar a quien debía tomar las riendas del estado como Gobernador Interino ante la inminente salida de Roberto Madrazo como mandatario estatal, quien terminaba su encargo el 31 de diciembre de 2000.
El artículo 47 de la Constitución del Estado, en la época señalaba lo siguiente:
"En el caso de falta absoluta del Gobernador, ocurrida en los dos primeros años del período respectivo, si el Congreso estuviere en sesiones, se erigirá inmediatamente en Colegio Electoral y concurriendo cuando menos las dos terceras partes del número total de sus miembros, nombrará, en escrutinio secreto y por mayoría absoluta de votos, a un Gobernador interino.
El mismo Congreso, expedirá dentro de los cinco días siguientes al de la designación de Gobernador interino, la convocatoria para la elección de Gobernador que deba concluir el período respectivo; debiendo mediar entre la fecha de la convocatoria y la que se señale para efectuar elecciones, un plazo no menor de tres meses ni mayor de seis.
Si el Congreso no estuviere en sesiones, la Comisión Permanente nombrará, desde luego, a un Gobernador provisional y convocará a sesiones extraordinarias al Congreso para que éste designe al Gobernador interino y expida la convocatoria para la elección de Gobernador en los términos del párrafo anterior.
Cuando la falta de Gobernador ocurriese después del segundo año del período respectivo, si el Congreso se encontrase en sesiones designará al Gobernador Sustituto que deberá concluir el período. Si el Congreso no estuviere reunido, la Comisión Permanente nombrará un Gobernador provisional y convocará al Congreso a Sesiones Extraordinarias para que se erija en Colegio Electoral y haga la designación de Gobernador Sustituto''".
Tomando como base el artículo, la madrugada del 30 de diciembre de 2000, el grupo parlamentario del Partido Revolucionario Institucional (PRI) de la 56 legislatura (y que cesaba ese mismo día) lo modificó para ampliar el interinato a 18 meses, además de que autorizaba al Congreso del Estado a erigirse en Colegio Electoral y designar un Gobernador Interino.
A las 3 de la mañana del 31 de diciembre de 2000, el diputado federal sin licencia, Enrique Priego Oropeza rindió protesta como Gobernador Interino, ante la 56 legislatura, aunque no había ninguna falta de Gobernador, pues el Gobernador Constitucional seguía siendo Roberto Madrazo.
El PRD impugnó la designación argumentando que el 31 de diciembre de 2000 no había falta absoluta de gobernador, pues Roberto Madrazo aún se encontraba en funciones y que en todo caso, debería ser la 57 legislatura, misma que entraba en funciones el 1 de enero de 2001 (el mismo día que el nuevo gobernador) la que designara al Gobernador Interino.
Bajo este argumento, los legisladores del PRD, PAN, Partido del Trabajo (PT) y dos del PRI designaron al entonces secretario general del PRI en Tabasco, Adán Augusto López Hernández, como Gobernador Interino, desatando con ello un conflicto constitucional sin precedentes en el estado y en el país: Había dos gobernadores en funciones en un estado.
Luego de negociaciones, las fuerzas partidistas pactaron la realización de elecciones extraordinarias para el 11 de noviembre de 2001, aunque finalmente se llevaron a cabo el 5 de agosto de ese año.
Finalmente, el 11 de enero de 2001, Adán Augusto López Hernández declinó  y reconoció a Enrique Priego Oropeza como Gobernador Interino de Tabasco.